# Clark University
Die Clark University in Worcester, Massachusetts, USA ist eine private Universität, die 1887 vom Industriellen Jonas Clark gegründet wurde. Sie ist eine der Gründungsuniversitäten Neuenglands der Association of American Universities. Die Hochschule trat allerdings aus diesem Verbund 1999 aus, um sich auf Undergraduate education zu spezialisieren. Sie wurde bekannt durch die Einladung ihres Gründungspräsidenten, des Experimentalpsychologen Granville Stanley Hall (1844–1924), an Sigmund Freud (1856–1939) vom Dezember 1908. Hier trafen 1909 anlässlich der Verleihung der Ehrendoktorwürde an Freud auch Carl Gustav Jung und William Stern zusammen.
Der wie Stern und Ernst Cassirer 1933 aus Hamburg emigrierte Heinz Werner übernahm 1946 die Stanley Hall-Professur.
An den Besuch Freuds von 1908/1909 erinnert ein Denkmal, an das Wirken von Stanley Hall und Heinz Werner zwei Erinnerungsräume.

## Geschichte

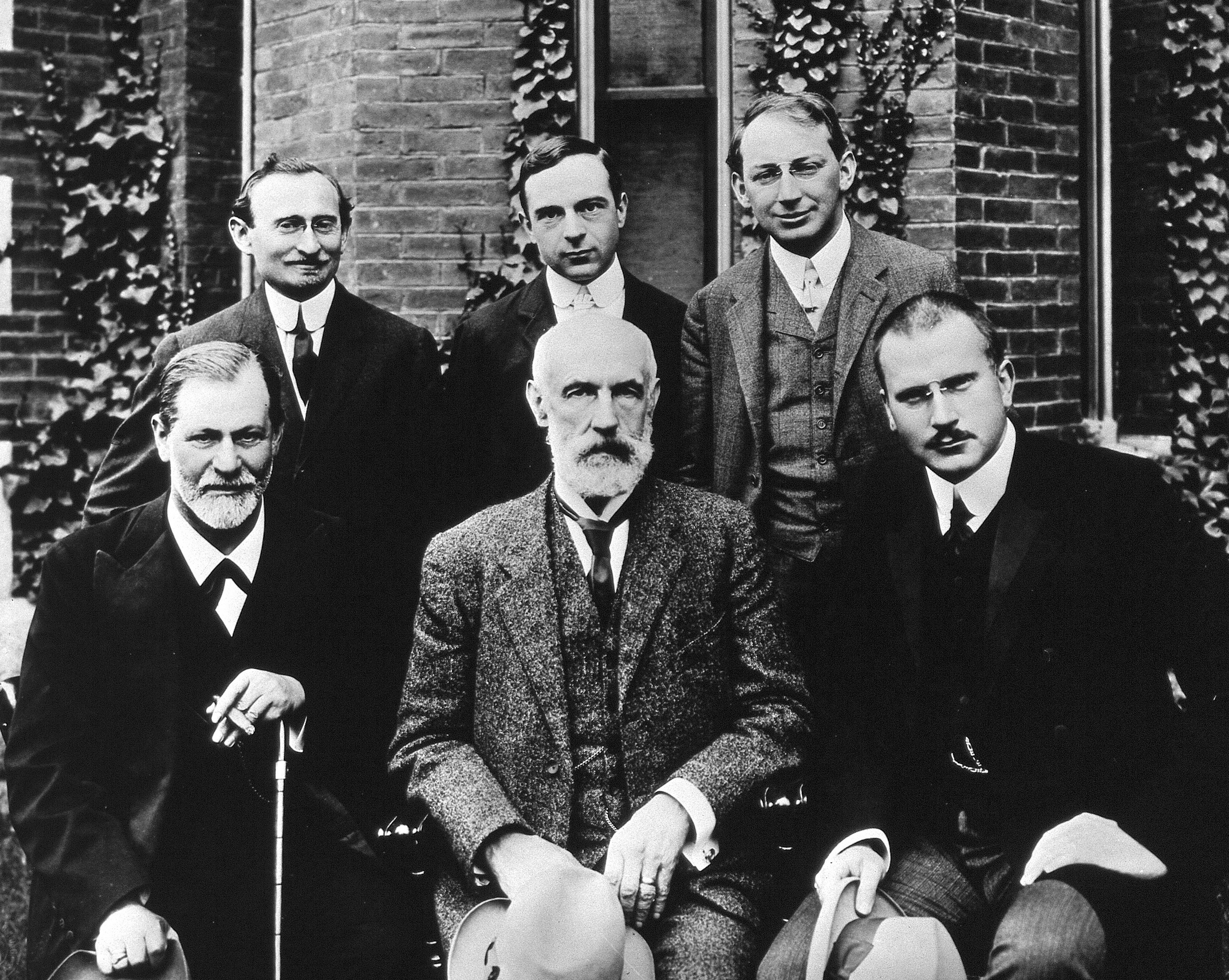
Gruppenphoto 1909 vor der Clark University. Vorne: Sigmund Freud, Granville Stanley Hall, Carl Gustav Jung. Hinten: Abraham A. Brill, Ernest Jones, Sandor Ferenczi.

Der erste Präsident der Clark University war Granville Stanley Hall, Gründer der American Psychological Association. Aus dieser Tradition heraus war und ist die Clark University besonders bekannt für ihre psychologische Fakultät. 1909 hielt Sigmund Freud seine einzige Vortragsreihe in den USA an der Clark, die bis heute als der Startpunkt für psychoanalytische Forschung in den USA angesehen wird, und erhielt von der Clark den einzigen ihm zeitlebens verliehenen Ehrendoktor-Titel. Bis heute erinnert eine Statue vor dem Haupteingang an Freuds Besuch. Franz Boas, Gründer der amerikanischen Kulturanthropologie, war Professor an der Clark University von 1888 bis 1892. Albert Abraham Michelson, der erste Amerikaner, der einen Nobelpreis in Physik erhielt, war von 1889 bis 1892 Professor an der Clark University. In den 1920er Jahren war Robert Goddard, einer der Begründer der modernen Raketentechnologie und der Raumfahrt, Dekan des Fachbereichs für Physik. Die Bibliothek der Clark University, entworfen von John M. Johansen, wurde nach ihm benannt.
Mit Beginn der Amtszeit von Präsident Wallace W. Atwood 1920 wurde die Clark Graduate School of Geography gegründet, die erste ihrer Art in den Vereinigten Staaten. Seit 1925 wird an der Universität die Zeitschrift Economic Geography herausgegeben.

## Präsidenten der Clark University und des Clark College
Clark University und Clark College wurden 1920 zusammengelegt. Die bisherigen Präsidenten waren:
- G. Stanley Hall, 1888–1920 (University)
- Carroll D. Wright, 1902–1909 (College)
- Edmund C. Sanford, 1909–1920 (College)
- Wallace W. Atwood, 1920–1946
- Howard B. Jefferson, 1946–1967
- Frederick H. Jackson, 1967–1970
- Glenn W. Ferguson, 1970–1973
- Mortimer H. Appley, 1974–1984
- Richard P. Traina, 1984–2000
- John E. Bassett, 2000–2010
- David P. Angel, 2010–2020
- David Fithian, ab 2020

## Forschungszentren an der Clark
Es gibt acht Forschungszentren:

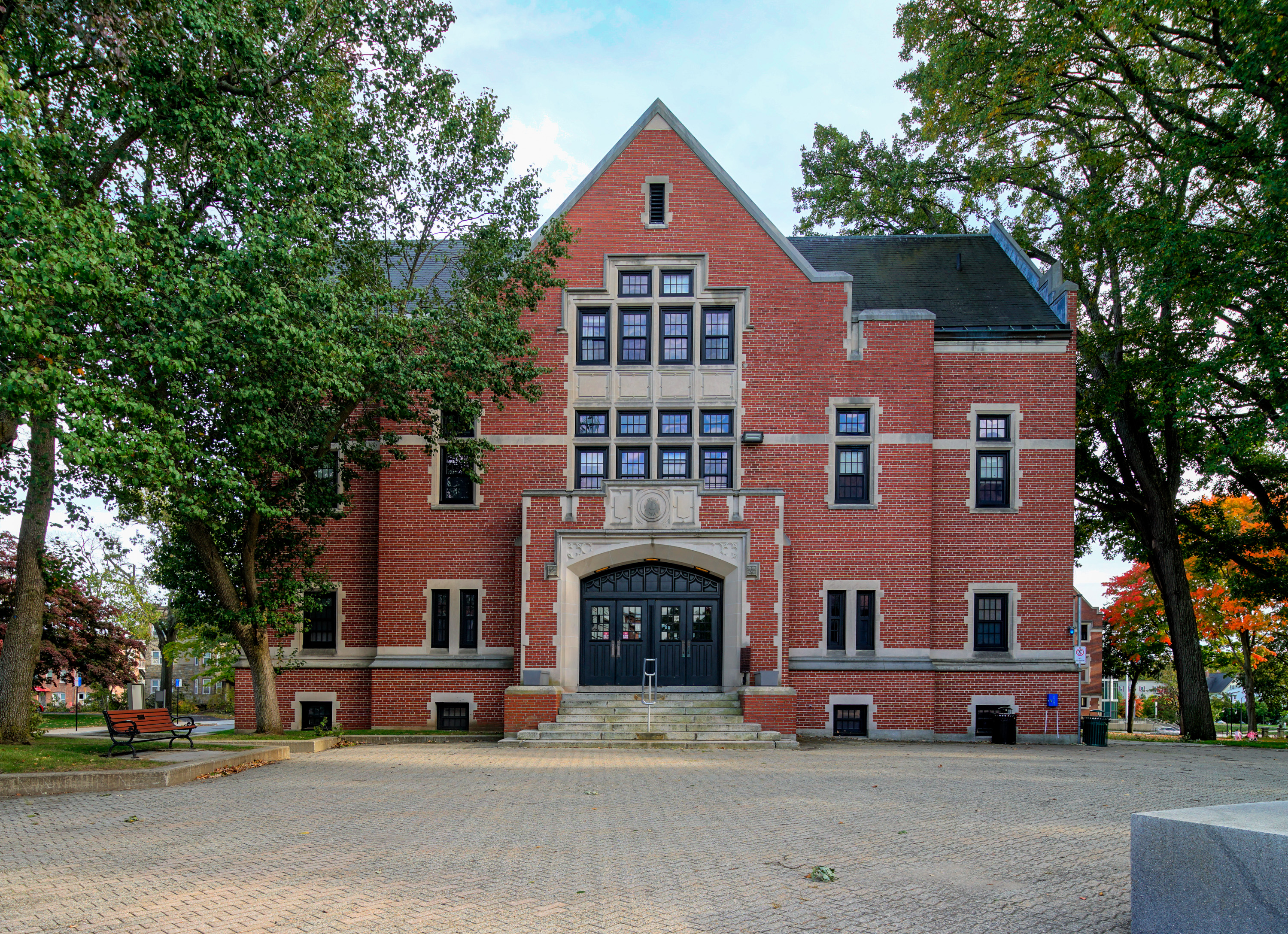
Atwood Hall, Clark University (2020)

- Mosakowski Institute for Public Enterprise (früher: The William and Jane Mosakowski Institute) befasst sich mit der Optimierung politischer Prozesse. Das Zentrum fokussiert sich hauptsächlich auf Bildung, Umwelt, Gesundheitsversorgung und Globalisierung.[8]

- The George Perkins Marsh Institute konzentriert seine Forschung auf die interdisziplinäre Betrachtung des Mensch-Umwelt Problems.[9]

- The Strassler Family Center for Holocaust and Genocide Studies ist ein interdisziplinäres Zentrum bestehend aus Professoren der Bereiche Geschichte, Psychologie, Soziologie und Literatur. Es befasst sich mit den Ursachen des Holocaust sowie von Genoziden.[10]

- The Jacob Hiatt Center for Urban Education setzt sich mit möglichen Transformationen des amerikanischen Bildungssystems auseinander.[11]

- The Center for Risk and Security (CRS) am George Perkins Marsh Institut setzt sich mit nationalen Sicherheitsfragen auseinander.[12]

- The Center for Technology, Environment and Development (CENTED), erforscht Umweltkatastrophen und deren Folgen.[13]

- The Center for Community-Based Development (CCBD) hat seinen Schwerpunkt in der Entwicklungshilfe.[14]

- Clark Labs for Cartographic Technologies and Geographic Analysis entwickelt Software, die hilft, Umweltveränderungen aufzuzeichnen und zu verstehen.[15]

## Zahlen zu den Studierenden, den Dozenten und zum Vermögen
Im Herbst 2021 waren 3.350 Studierende an der Clark eingeschrieben. Davon strebten 2.302 (68,7 %) ihren ersten Studienabschluss an, sie waren also undergraduates. Von diesen waren 58 % weiblich und 42 % männlich; 7 % bezeichneten sich als asiatisch, 5 % als schwarz/afroamerikanisch, 9 % als Hispanic/Latino, 61 % als weiß und weitere 8 % kamen aus dem Ausland. 1.048 (31,3 %) arbeiteten auf einen weiteren Abschluss hin, sie waren graduates. Es lehrten 398 Dozenten an der Universität, davon 229 in Vollzeit und 169 in Teilzeit. 2014 waren es 3.300 Studierende gewesen. Insgesamt zählt die Universität etwa 40.000 Personen zu ihren ehemaligen Studenten.
Der Wert des Stiftungsvermögens der Universität lag 2021 bei 506,2 Mio. US-Dollar und damit 23,4 % höher als im Jahr 2020, in dem es 410,4 Mio. US-Dollar betragen hatte.